# Vitkronad gök
Vitkronad gök (Caliechthrus leucolophus) är en fågel i familjen gökar inom ordningen gökfåglar.

## Utbredning och systematik
Fågeln återfinns på Nya Guinea och ön Salawati. Den behandlas som monotypisk, det vill säga att den inte delas in i några underarter. Tidigare placerades den som ensam art i släktet Caliechthrus och vissa gör det fortfarande. 

### Släktestillhörighet
Blekgöken har tidigare placerats i Cacomantis, men urskiljs allt oftare i det egna släktet Caliechthrus baserat på läten, morfologi och beteende.

## Status och hot
Arten har ett stort utbredningsområde, men tros minska i antal, dock inte tillräckligt kraftigt för att den ska betraktas som hotad. Internationella naturvårdsunionen IUCN listar arten som livskraftig (LC).

## Namn
Blekgöken kallades tidigare vitkronad buskgök på svenska, men blev tilldelat ett nytt officiellt svenskt namn av Birdlife Sveriges taxonomikommitté för att betona att den ej längre placeras bland buskgökarna i Cacomantis. Den har även kallats vitkronad koel.